# شلشوویتسه
شلشوویتسه (به لهستانی:  Šelešovice) یک منطقهٔ مسکونی در جمهوری چک است که در ناحیه کرومیریژ واقع شده‌است. شلشوویتسه ۴٫۶۲ کیلومتر مربع مساحت و ۳۰۱ نفر جمعیت دارد و ۲۰۹ متر بالاتر از سطح دریا واقع شده‌است.